# Weil im Schönbuch
Weil im Schönbuch település Németországban, azon belül Baden-Württembergben. Lakosainak száma 10 274 fő (2023. december 31.).

## Népesség
A település népessége az elmúlt években az alábbi módon változott:
| Lakosok száma | 7885 | 9969 | 10 018 | 9985 | 10 078 | 10 274 |
|               | 1975 | 2017 | 2019   | 2021 | 2022   | 2023   |